# Pommernwoche
Die Pommernwoche war eine Regattaveranstaltung im Deutschen Reich. Sie fand ab 1912 und letztmals 1939 statt.
1912 wurde im Stettiner Yachtclub der Pommersche Regattaverein begründet. Dieser vereinte die meisten Segelvereine in der damaligen preußischen Provinz Pommern. Noch im selben Jahr wurde die erste Pommernwoche veranstaltet. Zwischen 1915 und 1919 musste kriegsbedingt pausiert werden. Die Veranstaltung fand immer in der Zeit nach der Kieler Woche statt. Ab 1926 wurde die Warnemünder Woche als Zubringerregatta für die Pommernwoche eingeführt. 
Im Gegensatz zu anderen Segelveranstaltungen dieser Größe war die Pommernwoche auf mehrere Veranstaltungsorte aufgeteilt. Es begann meist mit einer ersten Wettfahrt von Warnemünde nach Stralsund und Sassnitz. Dann wurden einzelne Wettfahrten um Rügen, vor Stralsund und vor Greifswald abgehalten. Danach gab es eine Wettfahrt von Stralsund und Sassnitz nach Stettin, und von da weiter nach Swinemünde. Höhepunkt war am letzten Wochenende die Regatta vor Swinemünde um einen von Kaiser Wilhelm II. gestifteten Pokal. In späteren Jahren wurde für die zahlreichen Teilnehmer aus dem Baltikum eine weitere Regatta nach Danzig angeboten.